# Vírus – Pusztító idegen
A Vírus – Pusztító idegen vagy Lépéskényszer (eredeti cím: Virus) 1999-ben bemutatott koprodukciós science fiction horrorfilm Jamie Lee Curtis, William Baldwin és Donald Sutherland főszereplésével. A Dark Horse Comics képregénye alapján készült filmben egy földönkívüli entitás irányítása alá vonja egy tengeri kutatóhajó komputerrendszerét, s az emberek elpusztítását tűzi ki céljául; egy arra tévedő vontatóhajó maroknyi legénysége felveszi vele a harcot.
A film munkálatai nem voltak zökkenőmentesek; a bemutatót több hónappal elhalasztották az eredetileg tervezetthez képest, s a kész film mind a kritikusoknál, mind a mozikasszáknál leszerepelt. Magyarországon csak videón jelent meg, több éves késéssel.

## Cselekmény
|  | Alább a cselekmény részletei következnek! |

A Mir űrállomás személyzete műveletet hajt végre a Dél-Csendes-óceánon horgonyzó Akademik Vlagyiszlav Volkov kutatóhajó asszisztálásával. Az operációt egy hatalmas elektromos vihar szakítja meg, ami az űr mélyéből sújt le az állomásra, majd a hajóra, kiiktatva mindkettő informatikai és elektromos berendezéseit.
Hét nappal később tájfun pusztít, aminek következtében a Sea Star vontatóhajó elveszíti biztosítás nélküli rakományát, szorult helyzetbe hozva ezzel az adósságba került kapitányt, Robert Evertont. A legénység, élükön Kelly Fosterrel és Steve Bakerrel, felfedezi, hogy a hajó géptermébe beszivárog a víz; Foster azt javasolja, hogy a vihar szemébe kormányozva próbáljanak javítást eszközölni. Everton beleegyezik, ám a kabinjába elvonulva öngyilkosságra készül pisztolyával. Az Akademik Vlagyiszlav Volkov tűnik fel a Sea Star radarján, s mikor ráébred, hogy mentési jutalomban részesülhet, Everton az orosz hajó fedélzetére utasítja embereit. A transzmissziós eszközöket tönkretéve, a vezetékeket elvágva találják, a legénységnek pedig nyoma sincs; Everton kifejezetten örül, hiszen elhagyott hajóért jóval több pénzre számíthat. Elrendeli az energia helyreállítását; amint ez megtörténik, a hajó horgonya látszólag magától kioldódik, s elsüllyeszti a Sea Start, megsebesítve Hikót, a fedélzeti munkást. Baker magára hagyja egyik társát, Squeakyt a gépteremben, s a férfit csakhamar a halálba csalja néhány apró, robotizált, pókformájú teremtmény.
Mialatt Foster ellátja Hiko sérülését a hajó gyengélkedőjében, egy gázálarcos alak tör ki az egyik szekrényből, s tüzet nyit. Baker ártalmatlanítja az idegent, akiről kiderül, hogy a Vlagyiszlav Volkov egyetlen túlélője, Nadja Vinogradova tudományos főtiszt. A nő hisztérikus állapotban próbál magyarázni valamiről, ami a hajó energiarendszerén át közlekedik, ám a Sea Star legénysége elmeháborodottnak titulálja. Mivel Squeaky nem jelentkezik, Baker és két társa, Woods és Mason a keresésére indulnak. Baker a gépterem ajtaját behegesztve találja, mialatt Woods és Mason rábukkan a műhelyre, ahol százszámra készülnek a kisméretű robotok. Az egyik megtámadja Woodst, majd rövidesen egy kiborggal találják szemben magukat. Felülkerekednek rajta, s a hídra cipelik a többiekhez. A félig ember, félig gép látványára a Sea Star legénysége Nadjához fordul, aki elmagyarázza, hogy napokkal korábban valami a hajóra került a Miren keresztül, de nem energia volt, hanem egy magas intelligenciájú, alaktalan életforma, ami irányítása alá vonta és tanulmányozta a hajó komputerrendszerét azzal a céllal, hogy megtudja, hogyan végezhet az emberekkel. A rendelkezésre álló gépelemekből kisebb robotokat kezdett építeni, majd hiányzó testét a halott legénységgel pótolta: embereket gépekkel keresztezett.
Miközben a vihar újból fenyegetni kezd, a legénység úgy dönt, megkísérlik megsemmisíteni az idegen lényt, ám Everton ellenzi a dolgot, mert úgy könnyen lehet, hogy nem jutna pénzhez. A számítógépterem felé veszik az irányt, mikor a kiborggá alakított Squeaky és egy hatalmas robot állja útjukat, Woods életét követelve. A többiek a kommunikációs teremben barikádozzák el magukat, s Masonnek sikerül segélykérést továbbítania. Everton azonban szétlövi a rádiót, mert nem akarja, hogy bárki mással osztoznia kelljen a mentési jutalmon. Foster válaszul arcon üti Evertont, s felmenti tisztsége alól. Masonnek az az ötlete támad, hogy a számítógépen keresztül kommunikáljanak az idegennel. A lény deklarálja, hogy az emberiség ártalmas magára és a környezetére, vagyis nem más, mint egy vírus, aminek legfeljebb szövetei és idegei hasznosíthatók, pótalkatrészekként. Mindettől Mason elveszti az eszét és elviharzik. A többiek is hátrahagyják a helyiséget, hogy módot találjanak ellenségük megfékezésére. Everton hátramarad, s közli az idegennel, hogy ő a domináns életforma, s segítségét ajánlja fel a hajó kikötőbe juttatásához. Az idegen egy olyan terembe utasítja a férfit, ahol embereket darabokra szedő robotokat talál. Érdeklődéssel szemléli az elrettentő munkát, s az idegen azt kéri tőle, segítsen neki túlélni.
A megmaradt legénység a komputertermet üresen találja – az idegen máshová vitte a számítógépet, s a hajónak is irányt szabott. A szélsőséges időjárás közepette a fedélzeten keresztül igyekeznek vissza a hídra, ám Hikót elsodorják a felcsapó hullámok. Foster rájön, hogy a hajó célállomása Lord Howe Island, ahol egy brit hírszerzési kirendeltség rendszerén keresztül az idegen bárhová eljuthat a déli féltekén. Egyetértésre jutnak abban, hogy el kell süllyeszteni a hajót, ám ekkor felbukkan egy új kiborg, ami Everton fejét viseli. Támadásba lendül, de sikerül elpusztítani. Az idő fogy, ezért a csapat úgy dönt, üzemanyaggal árasztják el a rakteret, s így robbantják fel. Tervük végrehajtása közben megtámadja őket az óriásrobot, s foglyul ejti Fostert, hogy megtudja tőle a bomba helyét. Baker, Nadja és Mason kiszabadítják a kínzásnak alávetett nőt, ám Mason halálos sérülést szenved, s Nadjának is az életébe kerül egy kísérlete. A robot hatástalanítja a robbanószerkezetet. Baker és Foster a fegyverraktárba menekül, s katapultálják magukat az Akademik Vlagyiszlav Volkovról, egyúttal kibiztosítva egy halomnyi robbanóeszközt, amik a levegőbe repítik az egész hajót, vele együtt az idegent. A korábbi segélyhívásnak köszönhetően Baker és Foster megmenekül.
|  | Itt a vége a cselekmény részletezésének! |

## Szereplők
| Színész             | Szerep                                                                                                 | Magyar hang            |
| ------------------- | --- | ---------------------- |
| Jamie Lee Curtis    | Kelly „Kit” Foster                                                                                     | Schell Judit           |
| Jamie Lee Curtis    | A Sea Star legénységének egyetlen női tagja, akinek nincs ínyére a többiek haszonleső hozzáállása.     |                        |
| William Baldwin     | Steve Baker                                                                                            | Selmeczi Roland        |
| William Baldwin     | A Sea Star gyakorlatias hajómérnöke.                                                                   |                        |
| Donald Sutherland   | Robert Everton                                                                                         | Helyey László          |
| Donald Sutherland   | A Sea Star számító, kapzsi és önző kapitánya, aki nem törődik másokkal. Tökéletes ellentéte Fosternek. |                        |
| Joanna Pacula       | Nadja Vinogradova                                                                                      | Spilák Klára           |
| Joanna Pacula       | Az Akademik Vladislav Volkov tudományos főtisztje, az idegen támadásának egyetlen túlélője.            |                        |
| Sherman Augustus    | Richie Mason                                                                                           | Király Attila          |
| Sherman Augustus    | A Sea Star legénységének afroamerikai tagja. Szeret a maga ura lenni.                                  |                        |
| Cliff Curtis        | Hiko                                                                                                   | Sinkovits-Vitay András |
| Cliff Curtis        | A Sea Star maori származású, elegánsan egyszerű fedélzeti munkása.                                     |                        |
| Marshall Bell       | J.W. Woods Jr.                                                                                         | Forgács Péter          |
| Marshall Bell       | A Sea Star gyáva kormányosa.                                                                           |                        |
| Julio Oscar Mechoso | Squeaky                                                                                                | Gesztesi Károly        |
| Julio Oscar Mechoso | A Sea Star legénységének kubai származású tagja.                                                       |                        |

## Háttér

### Az ötlet
Chuck Pfarrer, a Vírus – Pusztító idegen ötletgazdája és executive producere a film alapjául szolgáló képregényt eredetileg forgatókönyvként írta meg a '90-es évek elején, azonban a megvalósításhoz szükséges speciális effektusok létrehozása akkoriban még lehetetlenség lett volna, így a Dark Horse Comics-t kereste meg a történettel, ami 1995-ben jelent meg. Néhány évvel később, mikor úgy érezte, a technológia eleget fejlődött, újra elővette eredeti forgatókönyvét.
Gale Anne Hurd producer így magyarázza, miért is döntött a Vírus – Pusztító idegen elkészítése mellett: „Izgalmasnak találtam az elképzelést, hogy egy vírusos film nem valamilyen szörnyű betegségről szól, hanem számítógépekről, amiket egy idegen életforma kerített hatalmába, s ehhez hozzájön még az a hátborzongató elem, hogy néhány szereplő egy zárt helyiségben ragad. […] Tetszett az ötlet, hogy ez a thriller nem a megszokott mederben folyik. […] Azt gondoltam, egy kortárs történet, amely egy hatalmas viharban játszódik a Csendes-óceánon, semmint a múltban, vagy szárazföldön, esetleg a jövőben vagy az űrben, igazán ijesztő lehet.” „Úgy gondolom, nekünk mint fajnak csupán a leghalványabb sejtelme lehet arról, hogy mi van odakinn” – folytatja. „Meggyőződésem, hogy nem vagyunk egyedül, hogy az élet számos különböző formát ölthet. A filmben azt feltételezzük, hogy létezik elektromos életforma, s nem hiszem, hogy ez olyan elképesztő lehetetlenség volna.”

### A munkálatok
A film forgatása csaknem négy hónapon át folyt, 1997. január 30. és június 7. között. John Bruno trükkmester a Titanic vizuális effektusokért felelős szakemberének pozíciójáról mondott le, hogy megrendezhesse a filmet. A film nagy kihívása az volt, hogy sokféle akciójelenetet vonultat fel. A történet a világűrben kezdődik, aztán egy hajó fedélzetén folytatódik hosszú ideig, mialatt különféle mechanikus és biomechanikus lények próbálják megöli az új legénységet, ráadásul időnként egy tomboló hurrikán is beszáll a játékba. „Körültekintőnek kellett lenni ahhoz, hogy életre keltve mindezt, a közönség elhiggye, hogy amit lát, az valóságos” – mutat rá Bruno, s hozzáteszi, hogy korábbi tapasztalatai, amiket nagyszabású akció-kalandfilmeken való munkája során szerzett, felkészítették egy jelentős stúdiófilm megrendezésére. „Több évet töltöttem James Cameronnal, segítve őt a problémák megoldásában. Az én feladatom volt, hogy a fantasztikus képek, amiket kifőzött, lehetségessé váljanak.” Bruno a filmben megoldandó feladatokhoz számos effekt-szakembert toborzott össze, köztük régi barátait a Fantasy II nevű cégtől. „A nyitójelenet, amelyben a Volkov és a Mir űrállomás látható, továbbá a vízi miniatűrök Gene Warren munkáját dicsérik, akivel A mélység titkán és a Terminátor 2.-n dolgoztam együtt” – jegyzi meg Bruno. A Fantasy II miniatűrjei Hurd tetszését is elnyerték. „Teljesen valósághű és hiteles” – véli a producer.
Az idegen megjelenítéséhez elektronikát és pirotechnikát alkalmaztak, azonban annak teremtményei sokkal „szörnyszerűbb” megközelítést kívántak meg. Ehhez szükség volt elő felvételekre és számítógépes grafikára egyaránt, s gyakran a kettő ötvözete szükségeltetett. „Külön csapatunk volt, akik csak a robotikával foglalkoztak a számítógép képernyőjén. Steve Johnson és stábja készítette a droidokat és biomechanoidokat, vagyis Bio-Alekszejt, Bio-Squeakyt, Bio-Bobot és Bio-Spine-t, s még számos különleges maszkot, köztük jó sok vért és beleket; ez volt az ő feladatuk. Az All Effect alkotta meg a 7-Footert és Goliathot” – meséli Bruno. „Hogy a lények valós időben mozogjanak és nagy távolság megtételére legyenek képesek, Phil Tippett segítségét kértük, aki éppen akkor fejezte be a Csillagközi inváziót.” A mechanikus „kutyadroiddal”, vagyis az apró nyílpuskás teremtménnyel és a zöld szemű, játékszerre emlékeztető „pókdroiddal” minden simán ment, azonban Goliath már más tészta volt. „A feladatunk az volt, hogy létrehozzuk Goliathot, aki afféle kicsúcsosodása az összes kis apró gépnek, amiket gépeket csináló gépek csinálnak, miután az idegen lény életet adott nekik” – mondja Tippett. „Ahogy egyre aktívabbá válnak, s egyre nagyobbra nőnek, végül Goliathban teljesednek ki, aki alapvetően egy jó sok alkatrészből összerakott robot.” A mechanikus részei mellett jelentős mennyiségű emberi hús és zsiger is akad felépítésében. „Az idegen mindent felhasznál, amit csak tud, hogy képes legyen mozogni” – folytatja Tippett. A valós felvételek és komputeranimáció mellett időnként elegendőek voltak a megszokott maszkeffektusok. „Az egyik legjobb jelenet az volt, amikor Donald Sutherland Bio-Bobbá válik” – emlékszik vissza Bruno. Sutherland sminkelése hat órát vett igénybe, ennek során speciális öltözék került rá az arcmaszk mellett. Jelenetét egyhuzamra rögzítették, így csak egyszer volt szükség a hosszadalmas beavatkozásra. A szekvencia azonban megkívánt egy kaszkadőrt is eltérő jelmezzel, illetve egy sétáló robotot, ami a lábak szerepét „játszotta”, mikor Bio-Bob belép a szobába.
Bruno mindenképpen szeretett volna igazi hajókat is használni a hitelesség kedvéért. Míg ott nem hagyta a filmet, a rendező a Titanic munkálatai során megjárt egy orosz kutatóhajót, így volt fogalma arról, hogyan működik egy efféle jármű. Kiterjedt kutatómunkával láttak neki, hogy megfelelő alanyt találjanak az Akademik Vlagyiszlav Volkov szerepére. Az orosz tengerészet teljes együttműködést ajánlott fel, amennyiben a stáb a Balti-tengeren forgat, azonban ezt kénytelenek voltak visszautasítani. Bruno és az egykori Navy SEAL Chuck Pfarrer Virginiába látogatott a James River-i flottához, hogy szemügyre vegyenek egy Redstone nevű hajót. Érkezésükkor tudták meg, hogy a hajót már hulladékká nyilvánították. „A tengerészet azonban tájékoztatott minket a testvérhajóról, a Vandenbergről” – meséli Bruno. „Megnéztük, s igencsak rossz állapotban volt, a festék is pattogzott róla. De gondoltam, »Ha átfestjük és oroszos küllemet kap, sokra mehetünk vele. Rengeteget forgathatunk a fedélzetén«. Egy dollárért bérbe adták nekünk.” A Vanderberg felújítása azonban csak a hajó egyik oldalára szólt – így a nézők mindig csak ugyanazt az oldalát látják a kész filmben. A megfelelő vontatóhajó megtalálása még nagyobb problémát okozott; a kettő közül, amelyeket az alkotók végül felhasználtak, az újabb is 90 éves volt. Az észak-karolinai Morehead Cityben talált Piner 1897-ben épült, s felderítőhajó volt a spanyol-amerikai háborúban, míg a Comet nevet viselő 1906-ban készült. Mindkettő teste vas volt, s a '20-as években alakították őket dízelmotoros meghajtásúvá. A hajókra modell formájában is szükség volt. Bruno egy sivatagi raktárhelyiségből hívta segítségül A mélység titkában használt, 13 méteres modellt, amit a 15 méter méretű Volkovvá alakítottak át, s a viharjeleneteknél alkalmaztak. A Sea Star elsüllyedéséhez is külön specialistára volt szükség. „Chuck Gasparral és csapatával dolgoztunk, akik mindent tényleges méretben csinálnak meg; így hát lett egy remek, valódi méretű, süllyedő vontatónk” – mondja a rendező. Bruno nem volt megelégedve a 45-65 mérföldes szélrohammal, amit a szokványos hollywoodi szélgépek generáltak, hiszen ez messze volt még a 72 mérföldes értéktől, ami hurrikán erejűnek számító természeti jelenségnek tekinthető. Felmerült benne, hogy sugárhajtóművet használ, mikor megtalálta a megoldást – a tévében. „A Discovery Channelt néztem, s épp egy Breeze Maker nevű céggel készítettek interjút, akik nagy propellerekkel ellátott szagelszívókat terveztek, amelyek gyárak tetejére helyezve kiszívják a levegőt. A szerkezet sebessége 100 mérföld volt.” Néhány telefonhívás után a kérdés megoldódott. „Kapcsolatba léptünk a fickóval és olyan propellert rendeltünk tőle, ami egy 454-es Chevy motorján használható és 80 és 120 mérföld között bármekkora sebességű szél előidézésére képes. A nagy viharjeleneteink a hajófedélzeten 110-120 mérföldes szeleket követeltek meg fél percen át. Ez kifejezetten a filmhez lett kifejlesztve, s hatással lesz majd az elkövetkezendő filmek viharjeleneteinek elkészítésére” – jósolta Bruno. „Átmentem a Louis hurrikánon a tengeren, s az volt életem legijesztőbb élménye. A szélgépek és a hullámok között, valami olyasmit alkottunk, amit az emberek korábban még nem láttak a vásznon.” Bruno a film egy korai vágását levetítette barátjának és többszöri munkatársának, James Cameronnak, akinek a stáblistán köszönetet is nyilvánítanak az alkotók. „Akkor izgultam a legjobban a teljes munkálatok alatt. Mi van, ha nem tetszik neki? De roppantul élvezte a filmet és nagyon támogatja” – árulta el a rendező.

## Bemutató és promóció
A Vírus – Pusztító idegen bemutatóját eredetileg 1998. augusztus 14-ére tűzték ki – még poszter is készült ezzel a dátummal – , azonban június 25-én, másfél hónappal a tervezett indulás előtt a Universal 1999 első negyedévére tolta. A Variety szerint a változtatás oka részben az volt, hogy a Dimension Films az egy héttel korábbi pozíciót jelölte ki a Halloween – Húsz év múlva című filmje számára, amely ugyancsak Jamie Lee Curtis a főszereplője, s azonos közönséghez szól. A Vírus – Pusztító idegen végül 1999. január 15-én, két évvel a forgatás megkezdése után került a mozikba.
Az 1998. július 18-i hétvégén John Bruno részt vett a Wizard World Comic Conon, hogy promotálja a filmet. 20 percnyi felvételt mutatott be a filmből, s kifejezésre adta nemtetszését, hogy a bemutatót a következő évre halasztották; Jamie Lee Curtis éppen ezen okra hivatkozta visszamondta megjelenését az eseményen.
Magyarországon csak jó négy évvel később vált elérhetővé a film, akkor is csak videókazettán.

## Fogadtatás

### Kritikai visszhang
A Vírus – Pusztító idegen rendkívül rossz visszajelzéseket kapott a filmkritikusoktól. A Rotten Tomatoes weboldalon feltüntetett 
több mint 40 véleményezőnek mindössze 9%-a értékelte inkább pozitívan, mint negatívan, s átlagosan 3,2 pontra ítélték a 10-ből. A lap konszenzusa szerint „Nagyszerű speciális effektek ide vagy oda, kiszámíthatósága megfosztja a filmet az izgalmaktól.” Egy hasonló weboldalon, a Metacriticen 19 pontot érdemelt ki a film a lehetséges 100-ból; a 17 véleményből 14 negatív, 3 pedig közepes ítéletet mondott a film felett.
A filmet ért kritikák túlnyomó részt a kiszámíthatóságot kérik számon. Jól szemlélteti ezt a Mr. Showbiz munkatársa, Michael Atkinson véleménye: „Nincs sok minden a filmben, amit ne lehetne előre kitalálni.” A New York Post kritikájában is ez köszön vissza: „Teljesen kiszámítható és igencsak mentes az ijedelmektől!” A kellő feszültség hiányára is többen tesznek panaszt. A CNN.com úgy véli, „A szörnyek maguk nem túlzottan ijesztőek, mivel legtöbbjük apró mechanikus izé póklábakkal, amik még csak ellent sem állnak a gépfegyvernek.” A speciális effektusok révén némi elismerést is begyűjtött a Vírus – Pusztító idegen, ám a legtöbb esetben hiányosságai szembeállításával éltek az újságírók, így például a The New York Times-é: „Amilyen erős feszültségben és trükkökben, annyira híján van valódi újdonságnak és szellemi tartalomnak.” A Sight and Sound kifejezetten negatív előjellel említi meg a trükköket, mikor a szerző azt írja, „A Vírus – Pusztító idegen újabb hangos és színes esete a speciális effektusok járványának.”
James Rocchi a Netflixtől úgy foglalja össze véleményét, hogy „Ez a szörnyfilm egy szörnyű baklövés.” 2003-ban egy interjúban a főszereplő, Jamie Lee Curtis is megvetően nyilatkozott a filmről.

### Box office
A 75 millió dollárból készült film súlyos bukásnak bizonyult a jegypénztáraknál. Az első hétvégén, ami az 1999-es Martin Luther King emléknapot előzte meg, mindössze 5 millió dollárt gyűjtött. Az első hetet 7 millióval zárta, a második hétvégén pedig 3 millió dollár értékben keltek el rá jegyek, amivel már nem került be a top tízbe se. Tíz nap alatt 10 millió dollárig jutott, végül pedig 14 millióig (ezzel még az első százba sem került be éves szinten); a Universal két hónap után vonta ki a forgalomból. Észak-Amerikán kívül további 16,6 millió dollárnak megfelelő összegre tett szert, így világszinten 30,7 millió dollárt ért el.